# Lepidium navasii
Lepidium navasii (Pau) Al-Shehbaz – gatunek rośliny z rodziny kapustowatych (Brassicaceae Burnett). Występuje naturalnie w południowej Hiszpanii. 

## Morfologia
PokrójBylina dorastająca do 30 cm wysokości. Pędy są owłosione.
LiścieLiście odziomkowe są pierzasto-sieczne. Mierzą 10–50 mm długości i 2–8 mm szerokości.
KwiatyZebrane są w grona, rozwijają się na szczytach pędów. Działki kielicha mają owalny kształt i dorastają do 1 mm długości. Płatki mają równowąski kształt i białą barwę, osiągają 1–2 mm długości. Pręcików jest 6.
OwoceSkompresowane łuszczynki o owalnie półokrągłym kształcie, dorastają do 2–3 mm długości.

## Biologia i ekologia
Rośnie na terenach skalistych, na wysokości od 1600 do 2200 m n.p.m. Kwitnie od czerwca do lipca.